# Betty van den Bosch-Schmidt
Johanna Wilhelmina Elisabeth (Betty) van den Bosch-Schmidt (Rotterdam, 19 maart 1900 – Amsterdam, 30 oktober 1972) was een Nederlands zangeres. Haar stembereik was mezzosopraan, alhoewel ze ook het sopraanbereik haalde.
Betty Schmidt werd geboren binnen het gezin van kantoorbediende Wilhelm Pierre Schmidt en Johanna Wilhelmina Elisabeth Salet. Ze huwde W.A.E. van den Bosch.
Ze studeerde zang in Amsterdam bij Ankie Schierbeek, aan het Conservatorium van Brussel, Conservatorium van München en Conservatorium van Berlijn. In Amsterdam stond ze al op het podium toen ze vijftien jaar oud was. Na haar studie begon ze met zingen in operagezelschappen van Lübeck en Trier. Bij haar terugkeer in Nederland sloot ze zich aan bij het opera-comique (Die Haghezangers) van Louis Bouwmeester junior. Daar zong ze voornamelijk operettes.
Ze trad in geheel Europa op onder leiding van dirigenten als Willem Mengelberg, Bruno Walter(Amsterdam, 1937, Carl Maria von Webers Euryanthe), Oswald Kabasta, Fritz Busch en Erich Kleiber. Ze legde haar nadruk steeds meer op concertzang en recitals. In 1935 zong ze nog wel in de opera Undine van Albert Lortzing en in 1938 in Le donne curiose van Ermanno Wolf-Ferrari als vervangster van Julia Toff. In 1937 volgde een tournee door Nederlands-Indië. De Tweede Wereldoorlog gooide roet in het eten voor wat betreft een concertreis naar de Verenigde Staten. Na die oorlog legde ze zich toe op het geven van zanglessen.
Ze stond zeventien maal als soliste in het Amsterdamse Concertgebouw. Haar laatste optreden aldaar was op 4 augustus 1945. Ze zong toen onder leiding van Eduard van Beinum de sopraanstem in Tweede Symfonie van Gustav Mahler met alt Annie Woud en het Concertgebouworkest.
Haar stem is vastgelegd op een beperkt aantal plaatopnames.